# Masters of Hardcore
Masters of Hardcore je trenutno najveći međunarodni hardcore/gabber događaj i diskografska kuća

## Događaj
Osnovan 1996. u Zaandamu, Nizozemska, MOH je postavljen tako što je oživljavao tada posrnulu gabber scenu, za koju se smatralo da ona lagano propada i miješa se s ostalim "nečistim" vrstama kao što su happy hardcore i hard house.
MOH su osnovali američki gabber DJ Rob Gee i nizozemski producent DJ J.D.A., uskoro aglomerativni "čisti" hardcore izvođači kao što su Bass D & King Matthew, Buzz Fuzz, DJ Paul Elstak i The Masochist. Sirov i iskren zvuk pogodio je akord kod ljudi koji su nekada bili ljubitelji oldskool gabbera, a uskoro je MOH je postao broj jedan hardcore diskografska kuća i događaj u svijetu.
MOH nastavlja organizirati velike hardcore događaje s preko 20.000 posjetitelja, kao i objavljivanje godišnje CD kompilacije. (zadnji događaj održao se 6. ožujka 2010. povodom petnaeste godišnjice događaja pod nazivom Masters of Hardcore - The Voice of Mayhem u dvorani Brabanthallen u 's-Hertogenboschu (Den Bosch)).

## Diskografska kuća
Masters of Hardcore je također diskografska kuća u kojoj se uglavnom producira darkcore, raniji hardcore i hardcore/gabber glazba. Tvrtku su osnovali DJ dvojac Bass D & King Matthew.

## Himne (anthemi) Masters of Hardcorea
- 2004. - Base Alert - "Zoo"
- 2004. - DJ Korsakoff & Outblast - "Unleash The Beast"
- 2005. - Angerfist - "The World Will Shiver"
- 2005. - Re-Style - "Hardcore Psychopath"
- 2006. - Bass D & King Matthew - "The Genesis"
- 2006. - Day-Mar - "Embrace The Night"
- 2007. - The Stunned Guys - "Raise Cain"
- 2008. - Outblast - "Infinity"
- 2008. - Day-Mar - "Pole Position"
- 2009. - Catscan - "The Design"
- 2009. - Noize Suppressor - "Pole Position Lap 2"
- 2010. - Angerfist & Outblast - "The Voice Of Mayhem"

## Vanjske poveznice
- Službena stranica
- MOH-Radio
- Diskografija MOH-a
- Art of Dance (organizator događaja Masters of Hardcorea